# Wioślarstwo na Letnich Igrzyskach Olimpijskich 1924
Wioślarstwo na Letnich Igrzyskach Olimpijskich 1924 w Paryżu rozgrywane było w dniach 13–17 lipca 1924 r. Zawody odbyły się na rzece Sekwanie. Jedynymi zawodnikami, którzy zdobyli więcej, niż jeden medal, byli Szwajcarzy z czwórki bez sternika, którzy stanęli również na podium w czwórce ze sternikiem (sternikiem był najpierw Walter Loosli, a później Émile Lachapelle).

## Medaliści
| Konkurencja           | Złoto | Srebro | Brąz |
| Jedynka               | Wielka Brytania · Jack Beresford | Stany Zjednoczone · William Gilmore | Szwajcaria · Josef Schneider |
| Dwójka podwójna       | Stany Zjednoczone · Paul Costello · John B. Kelly | Francja · Marc Detton · Jean-Pierre Stock | Szwajcaria · Rudolf Bosshard · Heinrich Thoma |
| Dwójka bez sternika   | Holandia · Teun Beijnen · Willy Rösingh | Francja · Maurice Bouton · Georges Piot | nie przyznano |
| Dwójka ze sternikiem  | Szwajcaria · Édouard Candeveau · Alfred Felber · Émile Lachapelle | Włochy · Ercole Olgeni · Giovanni Scatturin · Gino Sopracordevole                                                                                      | Stany Zjednoczone · Leon Butler · Harold Wilson · Edward Jennings                                                                                              |
| Czwórka bez sternika  | Wielka Brytania · Charles Eley · James MacNabb · Robert Morrison · Terence Sanders | Kanada · Archibald Black · George MacKay · Colin Finlayson · William Wood                                                                              | Szwajcaria · Emile Albrecht · Alfred Probst · Eugen Sigg · Hans Walter                                                                                         |
| Czwórka ze sternikiem | Szwajcaria · Emile Albrecht · Alfred Probst · Eugen Sigg · Hans Walter · Émile Lachapelle · Walter Loosli (eliminacje)                                                                 | Francja · Eugène Constant · Louis Gressier · Georges Lecointe · Raymond Talleux · Marcel Lepan                                                         | Stany Zjednoczone · Robert Gerhardt · Sidney Jelinek · Edward Mitchell · Henry Welsford · John Kennedy                                                         |
| Ósemka                | Stany Zjednoczone · Leonard Carpenter · Howard Kingsbury · Alfred Lindley · John Miller · James Rockefeller · Frederick Sheffield · Benjamin Spock · Alfred Wilson · Laurence Stoddard | Kanada · Arthur Bell · Robert Hunter · William Langford · Harold Little · John Smith · Warren Snyder · Norman Taylor · William Wallace · Ivor Campbell | Włochy · Ante Katalinić · Frano Katalinić · Šimun Katalinić · Giuseppe Crivelli · Latino Galasso · Petar Ivanov · Bruno Sorić · Carlo Toniatti · Viktor Ljubić |

## Kraje uczestniczące
W zawodach wzięło udział 182 wioślarzy z 14 krajów:
| - Argentyna (9) - Australia (10) - Belgia (15) - Brazylia (2) - Francja (23) - Hiszpania (10) - Holandia (17) - Kanada (14) - Polska (6) - Stany Zjednoczone (20) - Szwajcaria (11) - Węgry (7) - Wielka Brytania (21) - Włochy (17) |

## Klasyfikacja medalowa
| Lp. | Państwo           |   |   |   | Razem |
| --- | ----------------- | - | - | - | ----- |
| 1.  | Stany Zjednoczone | 2 | 1 | 2 | 5     |
| 2.  | Szwajcaria        | 2 | 0 | 3 | 5     |
| 3.  | Wielka Brytania   | 2 | 0 | 0 | 2     |
| 4.  | Holandia          | 1 | 0 | 0 | 1     |
| 5.  | Francja           | 0 | 3 | 0 | 3     |
| 6.  | Kanada            | 0 | 2 | 0 | 2     |
| 7.  | Włochy            | 0 | 1 | 1 | 2     |